# Baleendah (plaats)
Baleendah is een bestuurslaag in het regentschap Bandung van de provincie West-Java, Indonesië. Baleendah telt 55.318 inwoners (volkstelling 2010).